# Дворец студентов ХПИ
Дворец студентов НТУ «ХПИ» — здание в Харькове, относящееся к студенческому городку НТУ «ХПИ» «Гигант».
Предназначен для проведения основных официальных мероприятий и крупных концертов, организуемых вузом (ХПИ). Дворец включает в себя зрительный зал на 1200 мест, камерный зал на 100 мест, лекционный зал на 100 мест, выставочный зал площадью 560 квадратных метров, танцевальный зал площадью 560 квадратных метров и другие необходимые помещения.

## История
Здание было построено в 1913 году в качестве административного корпуса Епархиального женского училища, по проекту последнего харьковского епархиального архитектора В. Н. Покровского. Изначально этот корпус включал в себя актовый зал и трапезную училища.
В 1931 году административный корпус Епархиального училища, аналогично остальным его корпусам, был переоборудован в корпус общежития ХПИ и включён в состав его основного студенческого городка, уже тогда получившего название «Гигант».
Во время Великой Отечественной войны здание было сильно разрушено и на время потеряло свою функциональность.
В 1963 году по инициативе студенческого актива ХПИ бывший административный корпус Епархиального училища был перестроен во Дворец Студентов (арх. Комирный В. К.). Замысел был заимствован, главным образом, у Дворца Студентов Днепропетровского Университета, построенного в своё время с аналогичным назначением — во время массовых мероприятий вуза вмещать в себя большее число зрителей, чем помещалось и в самых крупных учебных аудиториях вузов, и в традиционных актовых залах вузов.

## Коллективы Дворца
На базе Дворца Студентов содержатся 23 творческих коллектива, в которых участвуют более 900 студентов и аспирантов НТУ «ХПИ».
Пять из этих коллективов получили звание «Народный художественный коллектив Украины»:
- Народный художественный коллектив Камерный хор им. А. Петросяна (руководитель — Феликс Сокол)
- Любительский коллектив профсоюзов Украины ансамбль скрипачей «Экспромт» (руководитель — Наталья Чистякова)
- Любительский коллектив профсоюзов Украины камерный оркестр «Крещендо» (руководитель — Наталья Чистякова)
- Вокал-шоу бэнд «Сузір’я» (руководитель — Елена Апарина)
- Школа современного бального и спортивного танца «Триумф» (тренер-педагог — Ирина Балагула, Денис Паукштелло)[3]

Другие коллективы Дворца:
- Центр Art-International «Единство» (руководитель — Галина Волченко)
- Ансамбль баянистов-аккордеонистов «Полифония» (руководитель Виталий Кириченко)
- Эстрадный коллектив «Ele Funk» (руководитель — Дмитрий Синицын)
- Фолк-дэнс «Катюша» (руководитель Екатерина Смирнова)
- Вокальная группа «Мой проект» (руководитель Андрей Апарин, хореограф Юлия Царева)
- Инструментальный фолк-бэнд «Отакої» (руководитель — Пётр Смирнов)
- Ансамбль ирландского танца «Юникорн» (руководители — Алина Солоницкая, Анастасия Мищенко)
- Клуб акробатического рок-н-ролла «Сенат» (руководители — Сергей Ляшенко и Наталия Проскурина)
- Театр эстрадного танца «Гелиос» (руководитель — Анжелика Волга)
- Драматический театр-студия «Кедр» (руководитель — Владимир Михеев)
- Молодёжный театр юмора «Абзац» (руководитель — Александр Иванов)
- Киностудия «ХПИ-фильм» (руководитель — Ирина Фаустова)
- Цирковая студия «Бенефис» (руководитель — Леонид Калашников)
- Джаз-бэнд «SM» (руководитель — Георгий Зуб)
- Студия восточного танца «Далийя дэнс» (руководитель — Оксана Луценко)
- Ансамбль бального танца «Ника» (руководитель — Татьяна Горожанкина)
- Актёрская школа (руководители — Наталья Холодова, Инга Белых)

В настоящее время деятельность большей части коллективов Дворца студентов выходит далеко за рамки студенческой жизни ХПИ, они регулярно принимают участие в различных конкурсах и фестивалях городского, областного и международного уровня. 32 руководителя коллективов имеют многочисленные награды за профессиональную деятельность.

## Программа ежегодных мероприятий
Большая часть мероприятий, проводимая во Дворце, имеет традицию повторяться для новых студентов из года в год. Число различных культурно-массовых мероприятий, объявленных здесь в качестве ежегодных, к настоящему времени достигло уже почти 200, а общее число их зрителей и участников — почти 90 тысяч.
Самые популярные ежегодные мероприятия, организованные непосредственно активом Дворца:
- посвящение в студенты
- новогодний бал для студентов
- выпускной бал специалистов
- первоапрельский фестиваль юмора
- фестиваль духовной музыки «Колокольный звон пасхальный»
- торжественно-траурный митинг, посвященный Дню Победы
- парад и выпускной бал магистров

Множество популярных мероприятий актив Дворца проводит также совместно с другими органами студенческой жизни ХПИ, такими как ректорат, профкомы студентов и сотрудников, орган студенческого самоуправления «Студенческий альянс», факультеты и кафедры вуза:
- дни факультетов и кафедр
- дни открытых дверей
- открытие Спартакиады НТУ «ХПИ»
- фестивали-конкурсы «Старт дает Политех», «Звездная планета Политех», «Мисс ХПИ»
- праздники иностранных землячеств НТУ «ХПИ»
- игры Лиги КВН «Политехническая»
- фестиваль юмора «Веселый Политехник»
- творческие отчеты ведущих коллективов и другие[3]

## Известные участники Дворца
Дворец Студентов ХПИ для многих своих участников открыл дорогу в профессиональное искусство. Среди них:
- Инин (Гуревич) Аркадий Яковлевич (р. 1938) — выпускник ХПИ, писатель, драматург, публицист
- Фокин Владимир Петрович (р. 1945) — выпускник ХПИ, кинорежиссёр
- Харченко Валерий Николаевич — выпускник ХПИ, режиссёр, актёр, сценарист[4]
- Мамут Евгений Шамаевич — выпускник ХПИ, разработчик технических и визуальных средств в кинематографе, обладатель двух «Оскаров»[5]
- Борисова Ирина Анатольевна (р. 1952) — художник-мультипликатор
- Бондарев Виталий Евгеньевич[6] (р. 1960) — выпускник ХПИ, актёр
- Черняховский Гарий Маркович (р. 1944) — выпускник ХПИ, режиссёр, актёр, продюсер
- Правдюк Юрий Алексеевич[7] — основатель «светоживописи» (иначе «светомузыки» или «цветомузыки»)
- Гунин Борис Григорьевич[8] — директор Владимирского академического областного театра драмы

Многие из руководителей коллективов Дворца получили звание заслуженных артистов, например, А. Польшин, В. Палкин, А. Литвиненко, З. Приходько, Г. Закирова, М. Молдавский, В. Золотарёв, А. Булысов, А. Литвинов, Т. Прево, З. Довжанская, И. Крючек и другие.
Мировое влияние и славу получило изобретение участником Дворца Ю. А. Правдюком большого нового направления в «светоживописи». О нём в связи со вкладом в это искусство упоминалось в Большой Советской Энциклопедии. Для реализации светоживописи Правдюк пустил в ход изобретённый им же прибор — «латэрну», который и по сей день представлен в экспозиции Музея современного искусства (Нью-Джерси, США).
Ещё большее число известных людей сотрудничало с Дворцом кратковременно. В советское время проводить мастер-классы с популярным тогда театром теней и пантомимы «Силуэт» сюда приезжал даже Марсель Марсо.
Наибольшее число звёзд советской и мировой эстрады познакомилось с Дворцом благодаря самому популярному из проводимых здесь ежегодных фестивалей — «Юморине». Она была введена в 1977 году по образцу Одесской «Юморины», только, в отличие от Одессы, проводилась не один день, а десять. На этой «Юморине» в разные годы побывали многие звёзды советского юмора, такие, как, например, бард-юморист Леонид Сергеев и главный редактор телепередачи «Весёлые ребята» Андрей Кнышев.
Кроме того, действующий здесь Киноклуб интересных встреч в своё время организовал встречи с рядом звёзд советского кино - с такими, как Вячеслав Тихонов, Евгений Матвеев, Евгений Моргунов, Юрий Никулин, Евгений Леонов, Георгий Жженов, Евгений Жариков, Наталья Гвоздикова, Наталья Фатеева и другими.
Из известных коллективов в первую очередь следует выделить хоровой коллектив и группу «Единство», занявших почётные места на XII Всемирном фестивале молодёжи и студентов в Москве.